# Lantjärv
Lantjärv is een dorp binnen de Zweedse gemeente Kalix.
De omgeving van Lantjärv is al eeuwen bewoond; men heeft sporen van gebruik van kookkuilen en steengroeve uit de Steentijd; ook zijn er sporen gevonden van bewoning in het ijzertijd. Het dorp is ontstaan in 1643 als rustplaats voor de post tussen Luleå en Torneå; het Zweedse Haparanda bestond toen nog niet. De nieuwe Haparandalijn loopt door het dorp.
De naam komt van het Meänkieli-woord Lantto, dat moeras betekent; järv is een meer; dat moerasmeer (Hemträsket) ligt ten oosten van het dorp.
Bestuurscentrum: Kalix (tätort)
Tätort: Båtskärsnäs · Bredviken · Gammelgården · Karlsborg · Morjärv · Nyborg · Påläng · Risögrund · Rolfs · Sangis · Töre
Småort: Åkroken · Björkfors · Börjelsbyn · Granholmen · Innanbäcken · Innanlandet · Kälsjärv · Lappbäcken · Målson · Månsbyn · Ryssbält · Siknäs · Storön · Stråkanäs · Sören · Vallen · Vånafjärden
Overig: Björkvattnet · Bjumisträsk · Bondersbyn · Brattlandet · Empoberget · Forsbyn · Granån · Grubbnäsudden · Grytnäs · Hällfors · Holmträsk · Hömyrfors · Kamlunge · Klinten · Korpikå · Långfors · Lantjärv · Marieberg · Moån · Östanfjärden · Östra Flakaträsk · Östra Granträsk · Övermorjärv · Räktjärv · Rian · Småkvarn · Sockenträsk · Stora Lappträsk · Storsien · Tjäruträsk · Törböle · Törefors · Västannäs · Västra Flakaträsk · Vitvattnet ·